# Planet Hell
"Planet Hell" je pjesma symphonic benda Nightwish koja se nalazi na njihovu albumu iz 2004. Once. Iako je to symphonic metal mnogi tvrde da ta pjesma ustvari spada pod gothic metal zbog svojih žestokih ritmova i oštrog muškog vokala Nightwishova basista Marca Hietala. Hietala je jedan od vokala i u Once pjesmi Wish I Had An Angel. Tema pjesme bi mogla biti činjenica kako je Zemlja na svom putu da bude uništena i kako je čovječanstvo samo krivac za to.